# 小行星17952
小行星17952（17952 Folsom）是一颗绕太阳运转的小行星，为主小行星带小行星。该小行星于1999年5月10日发现。

## 轨道参数
小行星17952的轨道半长轴为2.3221101 UA，离心率为0.097。